# Fótbóltssamband Føroya
Fótbóltssamband Føroya – piłkarska federacja piłkarska działająca na terenie Wysp Owczych, archipelagu będącego terytorium zależnym Korony Duńskiej, położonym w południowo-zachodniej części Morza Norweskiego. Jest jedynym prawnym reprezentantem tego kraju w ramach piłki nożnej zarówno kobiet, jak i mężczyzn we wszystkich kategoriach wiekowych. Od 2 lipca 1988 członek FIFA, a UEFA od 18 kwietnia 1990.

## Historia
Piłka nożna dotarła na Wyspy Owcze zapewne dużo wcześniej, stała się jednak bardziej popularna w XIX wieku. Pod jego koniec zaczęto myśleć już o organizacji w ramach tego sportu, czego wyrazem był założony w 1892 klub TB Tvøroyri, najstarszy do dziś istniejący nie tylko w ramach archipelagu, ale i w całym Królestwie Duńskim. Niewiele później powstały HB Tórshavn, KÍ Klaksvík, MB Miðvágur, SÍ Sørvágur czy VB Vágur. Stało się ich na tyle dużo, że potrzeba była ich organizacji, dlatego powstał w 1939 roku ÍSF, protoplasta obecnego Farerskiego Związku Piłki Nożnej.
Od 1942 w ramach tej organizacji rozpoczęły się pierwsze rozgrywki Meistaradeildin (dziś Formuladeildin), których zwycięzcą został zespół z miejscowości Klaksvík. Zagrały w nim poza KÍ trzy inne drużyny HB Tórshavn, B36 Tórshavn oraz TB Tvøroyri. Od tamtego czasu rozgrywki odbywają się regularnie z przerwą jedynie w 1944 roku.
W 1979 zlikwidowano ÍSF, a na jego miejsce powołano nowy związek FSF Føroya, który do dziś odpowiada za sprawy związane z piłką nożną na Wyspach Owczych, wtedy dotyczyło to jeszcze jedynie rozgrywek w ramach męskiej ligi, jednak w 1985 wprowadzono także rozgrywki żeńskie, a także ligi U17 i U13. W latach 90. dodano także inne kategorie wiekowe.
Od początku lat 80. Wyspy Owcze szkolą trenerów i selekcjonerów, z początku pomagała przy tym Dania, później jednak, od lat 90. jest to zadanie wyłącznie FSF Føroya.
Reprezentacja Wysp Owczych do 1988 rozgrywała mecze towarzyskie lub w ramach turniejów niezrzeszonych z FIFA, dopiero 2 lipca 1988 za pośrednictwem FSF stali się oni pełnoprawnym członkiem tej organizacji. Swój pierwszy mecz rozegrali w islandzkiej miejscowości Akranes przegrywając z reprezentacją tego kraju 1:0. Od 18 kwietnia 1990 Wyspy Owcze należą do UEFA.
Zespoły męskie z Wysp Owczych biorą od 1992 roku udział w Pucharze UEFA, żeńskie natomiast od 2001. Od 2003 roku siedzibą Związku jest Gundadalur w stolicy archipelagu Thorshavn. Skupia się w nim na rok 2008 około 25 klubów z czego dziesięć gra w pierwszej lidze. Niektóre mają po kilka sekcji z różnych lig.